# 阎王河
阎王河或潘田河是山东省钢城区境内的牟汶河支流。发源于辛庄街道东宋村，在颜庄街道潘家村注入牟汶河。全长10.24（6.36英里），流域面积18平方（6.9平方英里）。上游有黄金兰水库。莱钢大道跨越其上。
1975年，为防止洪涝灾害，下游的东田庄村发动移河运动。将田庄河口由村西移入村东，减轻了阎王河的水患问题。